# مزرعة شاه علي
مزرعة شاه علي (بالفارسية: مزرعه شاه على) (بالإنجليزية: Mazraeh-ye Shah Ali)‏، قرية في قسم درزوسابيان الريفي، الناحية المركزية، مقاطعة لارستان، محافظة فارس، إيران. يبلغ عدد سكانها حسب إحصاء عام 2006 ميلادية 33 نسمة في 4 عائلات.